# برونیسواف خرومه
برونیسواف خرومه (لهستانی: Bronisław Chromy؛ ۳ ژوئن ۱۹۲۵ – ۴ اکتبر ۲۰۱۷) یک مجسمه‌ساز، طراح، نقاش، و استاد آکادمی هنرهای زیبا در کراکوف لهستان بود.
وی از شاگردان کساوری دونیکوفسکی بود و مدتی در پیونیتسا پد بارانامی فعالیت داشت.
وی همچنین برندهٔ جوایزی همچون گلوریا آرتیس شده‌است.